# Videoupptagningskort
Ett videoupptagningskort är en elektronisk enhet som läser in antingen enstaka digitala stillbilder från en analog videosignal eller digital videoström. Sådan används vanligtvis som en komponent i ett datorsystem för visuell bearbetning. Där videobilder läses in i digital form för att visas senare, lagras eller överföras i rå eller komprimerad digital form. Historiskt var videoupptagningskort det dominerade sättet att koppla in kameror till persondatorer (PC). Vanligtvis kopplas kortet in via datorsystemets interna databuss som till exempel PCI eller PCI Express buss. Detta har ändrat sig väsentligt när fler anslutningsmöjligheter som Ethernet, IEEE 1394 ("Firewire"), och USB-gränssnitt har blivit praktiska och allmänt förekommande som anslutning för videoenheter. USB får dock lätt problem med tidskritiska tillämpningar som video.